# الرشيد الأسواني
أحمد بن علي بن إبراهيم بن محمد بن الزبير، أبو الحسن الأسدي القرشي الأسواني الملقب بالرشيد، هو قاضٍ وكاتب وشاعر. ولد بأسوان، وسمع بالإسكندرية من السلفي، وقرأ على القاضي بن النضر، وابن موقن، وابن بركات السعيدي، وابن القطاع وأبي الفتح الجيش. توجه رسولاً إلى اليمن داعياً للخليفة الفاطمي الحافظ لدين الله، وولي نظر دواوين الإسكندرية بغير اختياره. قُتل بالإسكندرية ظلماً سنة 563 هـ، وهو أخو المهذب الأسواني الشاعر.

## مؤلفاته
له رسالة سماها أمنية الألمعي وبينة المدعي أودع فيها من كل فن طرفاً، وله جنان الجنان ورياض الأذهان ذيل به على يتيمة الثعالبي.

## قالوا عنه
قال عنه العماد الأصفهاني في الخريدة: (كان ذا علم غزير وفضل كبير، وكان شاعراً وله رسالة أودعها من كل علم مشكلة ومن كل فن أفضله، وكان عالماً بالهندسة والمنطق وعلوم الأوائل).
وقال ابن شاكر الحموي: (كان الرشيد عالي الهمة، سامي القدر، عزيز النفس، يترفع على الملوك ويرقى بنفسه عنهم).

## من شعره
لا تغررن بأطماري وقيمتها.:. فإنما هي أصداف على درر
ولا تظن خفاء النجم عن صغر.:. فالذنب في ذاك محمول على البصر
وله:
فإن التداني ربما أحدث القلا.:. وإن التنائي ربما زاد في الود
فإني رأيت السهم ما زاد بعده.:. عن القوس إلا زيد في الشكر والحمد
ولن يستفيد البدر أكمل نوره.:. من الشمس إلا وهو في غاية البعد